# الضمور العضلي النخاعي المرتبط بالصبغي X من النوع 2
الضمور العضلي النخاعي المرتبط  بالصبغي إكس من النوع 2 (SMAX2،XLSMA)، المعروف أيضًا باسم التهاب المفاصل الخلقي المتعدد المرتبط بالصبغي إكس من النوع الأول (AMCX1)، هو اضطراب عصبي نادر ينطوي على موت الخلايا العصبية الحركية في القرن الأمامي للحبل الشوكي ما يؤدي إلى هزال العضلات المعمم (ضمور). ينتج المرض عن طفرة في جين UBA1 ويمر بطريقة متنحية مرتبطة بالصبغي X من قبل الأمهات الحوامل إلى الأبناء المصابين.
يعاني الأطفال المصابون من ضعف عام في العضلات وضعف في البكاء وأطرافهم المرنة. وبالتالي، تظهر الحالة عادة عند الولادة أو حتى قبلها. تشبه الأعراض الأشكال الأكثر شدة للضمور العضلي النخاعي الأكثر شيوعًا (SMA)؛ ومع ذلك، فإن الضمور العضلي النخاعي المرتبط  بالصبغي إكس من النوع 2  ناتج عن عيب جيني مختلف ويمكن فقط للاختبار الجيني تحديد المرض بشكل صحيح.
عادة ما يكون الاضطراب مميتًا في مرحلة الطفولة أو الطفولة المبكرة بسبب فشل الجهاز التنفسي التدريجي، على الرغم من الإبلاغ عن البقاء على قيد الحياة حتى سنوات المراهقة. كما هو الحال مع العديد من الاضطرابات الوراثية، لا يوجد علاج معروف للضمور العضلي النخاعي المرتبط  بالصبغي إكس من النوع 2. قد تكون الرعاية التلطيفية المناسبة قادرة على زيادة جودة الحياة وإطالة العمر الافتراضي.

## العلامات والأعراض
يتميز الضمور العضلي النخاعي المرتبط بالصبغي إكس بنقص التوتر الشديد والانعكاسات مع فقدان خلايا القرن الأمامي في الحبل الشوكي (أي الخلايا العصبية الحركية السفلية). تشبه دورة المرض تلك الموجودة في أشد أشكال ضمور العضلات النخاعي المتنحي الكلاسيكي الناجم عن طفرة SMN1: الضمور العضلي الشوكي من النوع 0 (SMA0)  ونوع الضمور العضلي النخاعي من النوع الأول (SMA1). في الضمور العضلي النخاعي من النوع 0، يؤدي ظهور الضعف وسوء الحركة داخل الرحم قبل الولادة إلى تقلصات خلقية. في الضمور العضلي النخاعي من النوع الأول، تتراجع المهارات الحركية قبل سن ستة أشهر؛ لا يستطيع الأطفال المصابون الجلوس بشكل مستقل.
غالبًا ما يكون ضعف الضمور العضلي النخاعي المرتبط بالصبغي إكس قبل الولادة في البداية، ويتجلى في شكل توسع السائل الأمنيوسي وضعف الحركة في الرحم مما يؤدي إلى تقلصات خلقية. علاوة على ذلك، فإن ضعف الضمور العضلي النخاعي المرتبط بالصبغي إكس تقدمي.
فيما يلي قائمة بالأعراض المعروفة لـ الضمور العضلي النخاعي المرتبط بالصبغي إكس:
- الوجه
  - سحنة الاعتلال العضلي
  - ضعف في الوجه
- الفم
  - تحزُّم اللسان
- التنفس
  - عدم كفاية بسبب ضعف العضلات
- الصدر
  - تشوهات الصدر
- الجهاز البولي التناسلي
  - الأعضاء التناسلية الخارجية (ذكر)
    - إحلیل تحتي

  - الأعضاء التناسلية الداخلية (ذكر)
    - اختفاء الخصيتين
- الهيكل العظمي
  - إعوجاج المفاصل
  - تقلصات المفاصل المتعددة
  - كسور العظام (عند الولادة وبعد الولادة)
    - الجمجمة
      - جمجمة مشوهة

    - اليدين
      - التقلصات الرقمية[4]